# Baby Boom (film)
Pour les articles homonymes, voir Baby Boom.
Pour plus de détails, voir Fiche technique et Distribution.
Baby Boom est un film américain, basé sur une histoire vraie[citation nécessaire], réalisé par Charles Shyer, sorti en 1987.

## Synopsis
J. C. Wiatt est une femme d'affaires et une grande carriériste. Sa vie bascule du jour au lendemain, lorsqu'un de ses cousins, qui vient de décéder, lui laisse un étrange héritage, un bébé de treize mois...

## Fiche technique
- Titre : Baby Boom
- Réalisation : Charles Shyer
- Scénario : Nancy Meyers et Charles Shyer
- Production : Bruce A. Block et Nancy Meyers
- Société de production : United Artists, Meyers/Shyer
- Musique : Bill Conti
- Photographie : William A. Fraker
- Montage : Lynzee Klingman
- Décors : Jeffrey Howard
- Costumes : Susan Becker
- Pays d'origine : États-Unis
- Format : Couleurs - 1,85:1 - Dolby - 35 mm
- Genre : Comédie, romance
- Durée : 110 minutes
- Dates de sortie : 17 septembre 1987 (festival de Toronto), 7 octobre 1987 (États-Unis), 10 février 1988 (France)

## Distribution
- Diane Keaton (VF : Béatrice Delfe[1]) : J.C. Wiatt
- Sam Shepard (VF : Hervé Bellon) : le docteur Jeff Cooper
- Sam Wanamaker (VF : Marc Cassot) : Fritz Curtis
- James Spader (VF : Éric Legrand) : Ken Arrenberg
- Harold Ramis (VF : Jean-Luc Kayser) : Steven Bochner
- Pat Hingle (VF : Michel Bardinet) : Hughes Larabee
- George Petrie (VF : Jean Berger) : Everett Sloane
- Kristina Kennedy : Elizabeth Wiatt
- Michelle Kennedy : Elizabeth Wiatt
- Britt Leach (VF : Fernand Berset) : Verne Boone
- Hansford Rowe (VF : Yves Barsacq) : Sam Potts
- Kim Sebastian : Robin
- Mary Gross : Charlotte Elkman
- Patricia Estrin : la secrétaire
- Elizabeth Bennett (VF : Perrette Pradier) : Mme Atwood
- Carol Gillies (VF : Jocelyne Darche) : Helga Von Haupt
- Victoria Jackson : Eve
- William Frankfather (VF : Roger Lumont) : Merle White
- Annie O'Donnell : Wilma White

## Autour du film
- Le film inspira une série télévisée homonyme, diffusée de 1988 à 1989, où Kristina et Michelle Kennedy reprenaient leur rôle d'Elizabeth tandis que Diane Keaton était remplacée par Kate Jackson.

## Bande originale
- Everchanging Times, interprété par Siedah Garrett
- Only for Life, interprété par Angela Turner
- I'll Never Smile Again, composé par Ruth Lowe
- Pennies from Heaven, interprété par The Moonlighters
- Moonlight in Vermont, interprété par The Moonlighters

## Distinctions
- Nomination aux Golden Globes du meilleur film de comédie et de la meilleure actrice dans une comédie (Diane Keaton) en 1988.